# Bản Phiệt
Bản Phiệt là một xã thuộc huyện Bảo Thắng, tỉnh Lào Cai, Việt Nam.
Xã Bản Phiệt có diện tích 32,33 km², dân số năm 1999 là 3338 người, mật độ dân số đạt 103 người/km².
Bản Phiệt có vị trí địa lý:
- Phía đông giáp xã Bản Lầu huyện Mường Khương, xã Bản Cầm và thị trấn Nông trường Phong Hải
- Phía nam giáp xã Thái Niên
- Phía tây giáp trấn Nam Khê (南溪镇, ở bắc tây bắc), trấn Hà Khẩu (河口镇[3], ở tây tây bắc) đều của huyện Hà Khẩu[4] châu Hồng Hà tỉnh Vân Nam Trung Quốc, phường Lào Cai và xã Vạn Hòa của thành phố Lào Cai.
- Phía bắc giáp xã Bản Lầu huyện Mường Khương.